# ألكسندر أفاناسيف
ألكسندر نيكولايفيتش أفاناسيف مؤرخ وناقد أدبي روسي، وُلد بالإمبراطورية الروسية في 29 يونيو عام 1826. يعد واحد من أشهر الكتاب الفلكلوريين الروس في ذلك الوقت، وكان أول من عمل على تأليف مجلدات من القصص القصيرة للعادات والتقاليد السلافية، والتي فُقدت على مر القرون. من بين أعماله تظهر القصة الخرافية الجندي والموت، التي تناولت قصة جندي عائد من الحرب والذي كان يتشارك مع الآخرين بعض الأشياء التي بجعبته مثل الكوكيز، وكان يحصل منهم بالمثل على العديد من الهدايا. وتُوفي في موسكو في 11 أكتوبر عام 1871.